# Josef Brunner (Paläontologe)
Josef Brunner (* 28. Juli 1913 in Wien; † 19. März 1943 in der Sowjetunion) war ein österreichischer Paläontologe.
Brunner studierte an der Universität Wien, an der er 1938 promovierte und von 1938 bis 1943 Assistent am Paläontologischen und Paläobiologischen Institut war. Er fiel am 19. März 1943 im Zweiten Weltkrieg. 
Brunner befasste sich als Paläontologe mit Säugetieren und Lebensspuren. Er ist Erstbeschreiber der nur fossil von der griechischen Insel Euböa bekannten Bärenart Ursavus ehrenbergi (benannt nach seinem Lehrer Kurt Ehrenberg).

## Veröffentlichungen
- Ein Bärenrest aus dem Unterpliozän von Euboea. In: Anzeiger der Akademie der Wissenschaften. Mathematisch-Naturwissenschaftliche Klasse. Jg. 1941, Nr. 3, 1941, S. 1–4.
- Eine neue Bärenart aus der Spättertiärfauna Griechenlands. In: Kosmos. Jg. 39, H. 2, 1942, S. 42.
- Beobachtungen zu den Lebensspuren der Hyänen an den Knochen der Huftiere aus dem Unterpliozän von Pikermi. In: Palaeobiologica. Band 8, 1944, S. 120–126 (zobodat.at [PDF]).